# Liste der Naturdenkmale in Lohra
Die Liste der Naturdenkmale in Lohra nennt die im Gebiet der Gemeinde Lohra im Landkreis Marburg-Biedenkopf in Hessen gelegenen Naturdenkmale.
| Bild            | Bezeichnung                          | Ortsteil, Lage                                    | Beschreibung                                                                                 | Art        | Nr.     |
| --------------- | ------------------------------------ | ------------------------------------------------- | -------------------------------------------------------------------------------------------- | ---------- | ------- |
| Fotos hochladen | Bergulme an der alten Hufeisenkirche | Altenvers 50° 42′ 33″ N, 8° 37′ 1,8″ O            |                                                                                              | Einzelbaum | 534.807 |
| Fotos hochladen | Nanzhäuser Heide                     | Nanz-Willershausen 50° 45′ 22,1″ N, 8° 38′ 4,9″ O | Heidefläche mit Säulenwacholder und verschiedenen Hutebuchen.                                |            |         |
| BW              | Stieleiche                           | Weipoltshausen 50° 42′ 8,4″ N, 8° 35′ 17,7″ O     | Landschaftsprägende Stieleiche in der Nähe des Waldes und eines Baches in einem Wiesengrund. | Einzelbaum |         |